# Vwawa
Vwawa ist eine Kleinstadt im südwestlichen Hochland von Tansania. Sie ist der Verwaltungssitz der 2016 eingerichteten Region Songwe, sowie des Distrikts Mbozi.  

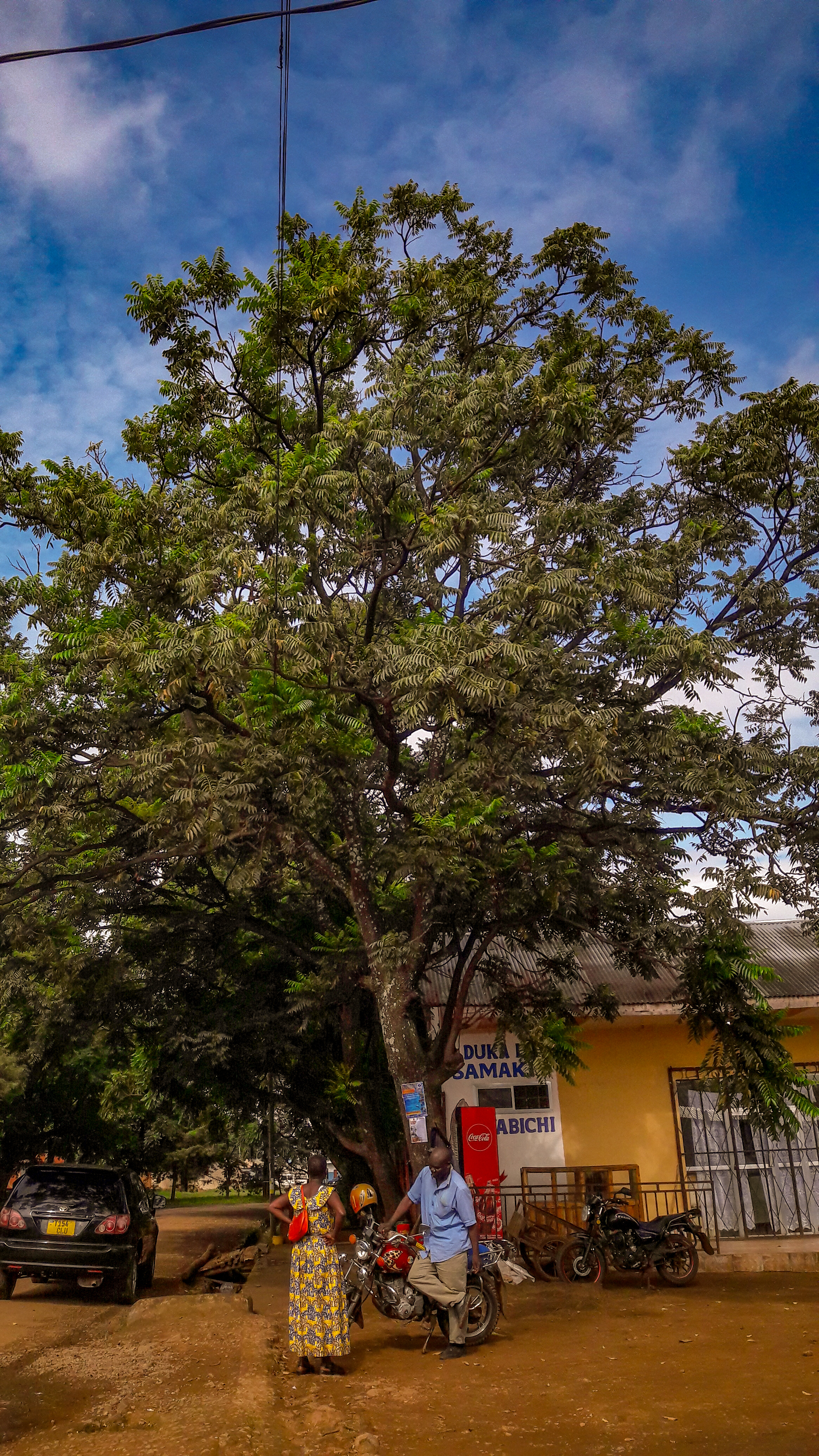
Straßenszene in Vwawa

## Geographie
Zur Zeit der Volkszählung im Jahre 2012 hatte Vwawa 56.256 Einwohner, für das Jahr 2022 wurden 85.000 geschätzt. Die Stadt liegt 1602 Meter über dem Meer im südlichen Hochland von Tansania. Das Klima ist warm und gemäßigt, Cwb nach der effektiven Klimaklassifikation. Die Niederschläge von durchschnittlich 1217 Millimeter fallen in einer Regenzeit von Ende Oktober bis Anfang Mai, die Monate Juni bis September sind sehr trocken. Der Monat Oktober ist mit einer Durchschnittstemperatur von 21,7 Grad Celsius der wärmste Monat, am kühlsten ist es im Juli mit 17,5 Grad.

## Einrichtungen und Dienstleistungen
- Gesundheit: In der Stadt gibt es ein Distrikthospital und ein kirchlich betriebenes Missionskrankenhaus.[5][6]
- Bildung: In Vwawa werden in einer staatlichen weiterführenden Schule 1200 Schüler von 71 Lehrern unterrichtet, was einem Lehrer-Schüler-Verhältnis von 1:17 entspricht.[7]
- Wasser: Im Jahr 2018 hatten 24 Prozent der Bevölkerung Zugang zu sauberem und sicherem Wasser.[8]
- Kirchen: Die anglikanische Kirche ist die älteste der Stadt, aber die Herrnhuter Moravian Church sowie die katholische Kirche stellen die größten Konfessionen.

## Wirtschaft und Infrastruktur
- Wirtschaft: Die Umgebung der Stadt ist landwirtschaftlich geprägt, hauptsächlich werden Bohnen, Mais, Cassava und Kaffee angebaut.
- Straßen: Der Ort liegt an der Fernstraße T1 von Daressalaam über Mbeya nach Sambia.[9]
- Eisenbahn: Die TAZARA-Bahnlinie führt ebenfalls durch Vwawa. Nach Daressalam sind es 930 Bahnkilometer, bis zum Grenzbahnhof Tunduma/Nakonde 60 Kilometer.[10] Im Jahr 2019 wurden über den Bahnhof Vwawa 100.000 Tonnen Mais nach Sambia exportiert.[11]

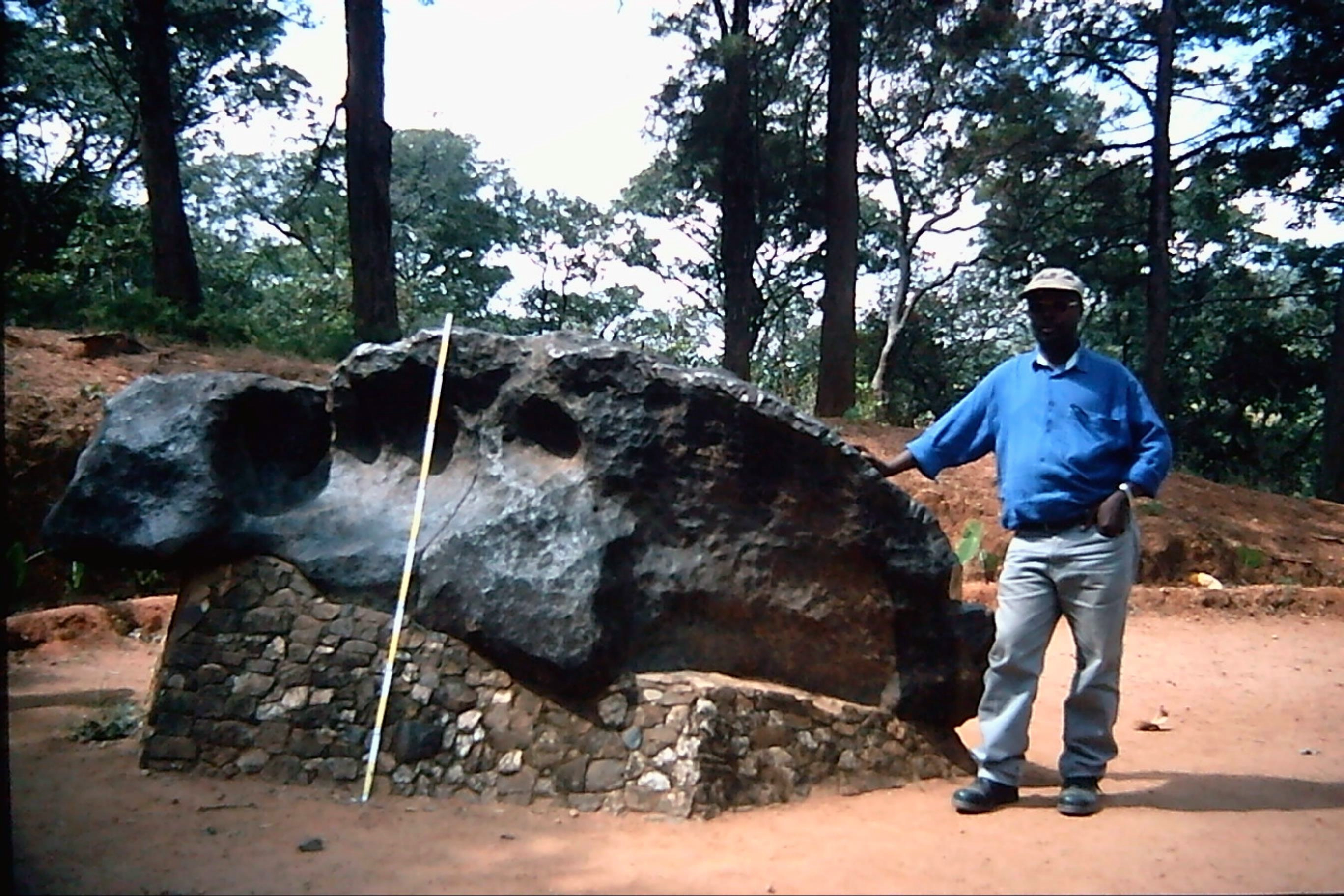
Mbozi Meteorit

## Sonstiges
- Mbozi Meteorit: Zwölf Kilometer östlich vom Stadtzentrum wurde einer der größten Meteoriten der Erde gefunden, ein drei Meter langer und 1 Meter hoher Eisenmeteorit.[12][13]